# Сборная Замбии по футболу
Сборная Замбии по футболу представляет Замбию в международных матчах и турнирах по футболу. Управляющая организация — Футбольная ассоциация Замбии. По состоянию на 27 мая 2021 года занимает 87-е место в рейтинге ФИФА (высшее достижение — 15-е в 1996 году). Главное достижение — победа в Кубке африканских наций 2012 года.

## История
Федерация Футбола Северной Родезии была основана в 1929 году. После обретения Северной Родезией независимости в 1964 году, стала называться Федерация Футбола Замбии. Член ФИФА с 1964 года.
Крупных успехов на международной арене сборная не добивалась. Тем не менее команда запомнилась выступлением на Олимпийских играх 1988 года. Сборная заняла 1-е место в группе предварительного этапа, где кроме них были Италия, Гватемала и Ирак. Причем, Италия была обыграна 4:0 (3 гола на счету Калуши Бвалии). Однако в четвертьфинале замбийцы уступили 0:4 сборной ФРГ (хет-трик сделал Юрген Клинсман). Однако с 6 забитыми мячами Калуша Бвалия разделил 2-е место с Игорем Добровольским в списке бомбардиров олимпийского футбольного турнира.
Все успехи сборной связаны с африканским континентом. Сборная Замбии становилась:
- победитель Кубка Союза южноафриканских футбольных ассоциаций в 1997, 1998 и 2006 годах
- победитель Кубка Союза восточноафриканских и центральноафриканских футбольных ассоциаций в 1984 и 1991 годах
- победитель Кубка африканских наций 2012 года

### Авиакатастрофа 27 апреля 1993
В истории сборной есть трагическая дата — 27 апреля 1993 года. Военный самолет Buffalo DHC-5D (AF-319), на котором сборная Замбии летела на встречу со сборной Сенегала в отборочном турнире чемпионата мира 1994 года, упал в море рядом с побережьем Габона. Погибли все 30 человек (из них 18 футболистов), находившиеся на борту. Причина трагедии — неисправность двигателя.
Лучший футболист Замбии Калуша Бвалия был задействован в матче чемпионата Нидерландов и в Сенегал добирался самостоятельно. Также избежал гибели травмированный на тот момент игрок «Андерлехта» Чарльз Мусонда.

#### Список погибших в авиакатастрофе игроков и тренеров[2]
- Дэвид Чабала (вратарь)
- Ричард Мванза (вратарь)
- Джон Соко (защитник)
- Вайтсон Чангве (защитник)
- Роберт Ватиякени (защитник)
- Кенан Симамбе (защитник)
- Уинтер Мумба (защитник)
- Сэмюль Чомба (защитник)
- Эстон Муленга (полузащитник)
- Дерби Макинка (полузащитник)
- Мосес Чиквалаквала (полузащитник)
- Виздом Чанса (полузащитник)
- Нумба Мвила (полузащитник)
- Годфри Кангва (полузащитник)
- Келвин Мутале (нападающий)
- Тимоти Мвитва (нападающий)
- Мосес Масунва (нападающий)
- Патрик Банда (нападающий)
- Годфри Читалу (главный тренер; участник ОИ-80, автор гола в ворота сборной СССР)
- Алекс Чола (тренер)
- Майкл Мвапе (президент Федерации футбола Замбии)

### После трагедии
Трагедия не только не расколола, но даже наоборот, сплотила сборную: в 1994 году она выигрывает серебряные, а в 1996 году — бронзовые медали Кубка африканских наций. После этого, однако, наметился спад: сборная вплоть до 2010 года не могла преодолеть групповой этап первенства «чёрного континента». В 2010 году стараниями своего вратаря Кеннеди Мвене команда всё же вышла из группы, уступив в 1/4 финала Нигерии, зато через два года одержала победу на Кубке, по пенальти переиграв ивуарийцев.

## Достижения
Кубок африканских наций
Чемпион: 2012
2-е место: 1974, 1994
Кубок КОСАФА
Чемпион: 1997, 1998, 2006, 2013
2-е место: 2004, 2005, 2007, 2009
Кубок КЕСАФА
Чемпион: 1984, 1991
2-е место: 1976, 1977, 1978, 1988, 2006

## Чемпионат мира
- 1930 — 1966 — не принимала участия
- 1970 — 2022 — не прошла квалификацию

## Кубок Африканских Наций
- 1957 — 1968 — не принимала участия
- 1970 — не прошла квалификацию
- 1972 — не прошла квалификацию
- 1974 — 2-е место
- 1976 — не прошла квалификацию
- 1978 — групповой этап
- 1980 — не прошла квалификацию
- 1982 — 3-е место
- 1984 — не прошла квалификацию
- 1986 — групповой этап
- 1988 — снялась с соревнований
- 1990 — 3-е место
- 1992 — 1/4 финала
- 1994 — 2-е место
- 1996 — 3-е место
- 1998 — групповой этап
- 2000 — групповой этап
- 2002 — групповой этап
- 2004 — не прошла квалификацию
- 2006 — групповой этап
- 2008 — групповой этап
- 2010 — 1/4 финала
- 2012 — Чемпион
- 2013 — групповой этап
- 2015 — групповой этап
- 2017 — не прошла квалификацию
- 2019 — не прошла квалификацию
- 2021 — не прошла квалификацию
- 2023 — групповой этап

## Состав
Состав сборной на октябрь 2021 года
| №             | Имя              | Дата рождения             | Клуб                 | Матчи (голы) | Дебют за сборную                 |
| Вратари       | Вратари          | Вратари                   | Вратари              | Вратари      | Вратари                          |
| ------------- | ---------------- | ------------------------- | -------------------- | ------------ | -------------------------------- |
| 1             | Сирил Чибве      | 17 июня 1993 (31 год)     | Барока               | 7 (−12)      | против Зимбабве 19 сентября 2019 |
| 18            | Аллан Чибве      | 28 июня 1987 (37 лет)     | Форест Рейнджерс     | 5 (−6)       | против ЮАР 13 июня 2017          |
| 16            | Ламек Сиаме      | 9 июля 1997 (27 лет)      | Занако               | 1 (−3)       | против Сенегала 5 июня 2021      |
| Защитники     |                  |                           |                      |              |                                  |
| 4             | Адриан Чама      | 18 марта 1989 (36 лет)    | ЗЕСКО Юнайтед        | 35 (0)       | против Японии 7 июня 2014        |
| 14            | Кабасо Чонго     | 11 февраля 1992 (33 года) | ТП Мазембе           | 31 (1)       | против Бразилии 15 октября 2013  |
| 5             | Танди Мвапе      | 20 июля 1996 (28 лет)     | ТП Мазембе           | 11 (1)       | против Нигера 10 октября 2019    |
| 3             | Бенедикт Чепеши  | 10 июня 1996 (28 лет)     | Рэд Эрроус           | 9 (0)        | против Кении 6 сентября 2015     |
| 23            | Доминик Чанда    | 26 февраля 1996 (29 лет)  | Кабве Уорриорс       | 5 (1)        | против Комор 25 марта 2021       |
| 5             | Лука Банда       | 6 апреля 1996 (29 лет)    | Напса Старс          | 4 (0)        | против Намибии 9 ноября 2019     |
| Полузащитники |                  |                           |                      |              |                                  |
| 19            | Натан Синкала    | 22 ноября 1990 (34 года)  | Стелленбос           | 53 (3)       | против Индии 29 ноября 2011      |
| 11            | Инок Мвепу       | 1 января 1998 (27 лет)    | Брайтон              | 18 (4)       | против Алжира 2 сентября 2017    |
| 21            | Пол Катема       | 19 сентября 1997 (27 лет) | Азам                 | 18 (1)       | против Судана 11 ноября 2015     |
| 17            | Клатус Чама      | 18 июня 1991 (33 года)    | Ренессанс Беркан     | 15 (3)       | против Конго 23 июня 2016        |
| 6             | Бенсон Сакала    | 12 сентября 1996 (28 лет) | Пауэр Дайнамос       | 14 (0)       | против Намибии 23 марта 2019     |
| 2             | Спенсер Сауту    | 5 октября 1994 (30 лет)   | Грин Иглз            | 9 (0)        | против ЮАР 4 января 2015         |
| 15            | Коллинс Сикомбе  | 17 июня 1997 (27 лет)     | Лусака Дайнамос      | 8 (1)        | против ЮАР 13 июня 2017          |
| 7             | Ларри Бвалья     | 29 мая 1995 (29 лет)      | Симба                | 3 (0)        | против Бенина 13 октября 2019    |
|               | Феликс Булайя    | 13 декабря 1996 (28 лет)  | Рэд Эрроус           | 0 (0)        | —                                |
| Нападающие    |                  |                           |                      |              |                                  |
| 8             | Лубамбо Мусонда  | 1 марта 1995 (30 лет)     | Хорсенс              | 28 (2)       | против Японии 7 июня 2014        |
| 20            | Патсон Дака      | 9 октября 1998 (26 лет)   | Лестер Сити          | 22 (7)       | против Гвинеи-Бисау 13 июня 2015 |
| 13            | Родрик Кабве     | 30 ноября 1992 (32 года)  | свободный агент      | 22 (0)       | против ЮАР 4 января 2015         |
| 10            | Аугустин Муленга | 17 января 1990 (35 лет)   | АмаЗулу              | 21 (2)       | против Эфиопии 5 августа 2018    |
| 22            | Гампани Лунгу    | 19 сентября 1998 (26 лет) | Суперспорт Юнайтед   | 7 (0)        | против Марокко 8 июня 2021       |
| 12            | Мозес Фири       | 3 июня 1993 (31 год)      | Занако               | 4 (0)        | против Алжира 25 марта 2021      |
| 8             | Амити Шаменде    | 30 марта 1991 (34 года)   | Грин Иглз            | 3 (1)        | против Намибии 9 ноября 2019     |
| 11            | Нтазана Майембе  | 5 апреля 2003 (22 года)   | Кардифф Сити (до 23) | 1 (0)        | против Сенегала 5 июня 2021      |

## Известные футболисты
- Калуша Бвалиа
- Патсон Дака
- Джейкоб Муленга
- Кристофер Катонго
- Лубамбо Мусонда
- Эммануэль Маюка
- Кеннеди Мвеене
- Элиджа Тана
- Чисамба Лунгу